# Heimat (Soldatenzeitung)
Heimat war eine Soldatenzeitung, die im Danubia Verlag erschien und vom k.u.k. Kriegspressequartier in Wien herausgegeben und finanziert wurde. Die erste Ausgabe erschien am 7. März 1918, es gab auch eine tschechische Ausgabe mit dem Titel Domov und eine kroatische mit dem Titel Domovina.
Bis zum 18. Juli 1918 erschienen 16 Ausgaben der Heimat.
Der Schriftsteller Robert Musil (1880–1942) war vom 9. Mai 1919 an Schriftleiter für alle Ausgaben. Er hatte zuvor als Redakteur und Schriftleiter der Tiroler Soldaten-Zeitung gearbeitet.
Karl Corino schreibt: „Aufgabe der «Heimat» war u. a., die russische Revolution fortlaufend zu kommentieren und vor einer Revolution im Habsburger Reich zu warnen.“